# Juan Francisco Rodríguez Herrera
Juan Francisco Rodríguez Herrera, Juanito, (Santa Cruz de Tenerife, Illes Canàries, 10 de maig de 1965) és un exfutbolista i entrenador canari de futbol.

## Trajectòria esportiva com a jugador
Va començar la seva carrera futbolística en la UD Güimar de Tenerife. El 1984 recala en la UD Las Palmas, on va demostrar un gran nivell de joc, pel que poc després, el Reial Saragossa es va fer amb els seus serveis en la temporada 1987/88. Va jugar a més en l'Atlètic de Madrid, Sevilla FC i CF Extremadura.

### Selecció
Va debutar com a internacional absolut el 15 de novembre de 1989 en un partit entre Espanya i Hongria (4-0) celebrat a Sevilla, mentre militava en el club aragonès. En total va jugar 5 partits, en els quals va marcar un gol, precisament el dia del seu debut.

## Trajectòria esportiva com a entrenador
Després de penjar les botes, l'any 2001 va exercir de president i secretari tècnic de l'CF Extremadura. Va arribar a la UD Las Palmas l'any 2005 com a director esportiu, però, el 26 de març de 2006, després de la dimissió de Josip Visjnic com a entrenador, va haver de fer-se càrrec de l'equip debutant a l'Estadi O Couto enfront del CD Ourense en un partit que el conjunt groc va guanyar (0-3). El Consell d'Administració de l'equip grancanari va decidir que continués com tècnic fins a finalitzar la temporada com a entrenador. El 24 de juny de 2006, la UD Las Palmas aconseguia l'ascens a Segona Divisió.
La temporada 2006/07, va tornar a substituir a un entrenador després dels dolents resultats de Carlos Sánchez Aguiar. A partir d'octubre de 2006 va esdevenir el tècnic de la UD Las Palmas. La temporada 2007/08 va exercir d'entrenador des de l'inici, però al sumar tan sols 5 punts en les primeres 10 jornades, va dimitir com a entrenador de l'equip canari.